# Reyer Venezia 1943-1944
Questa voce raccoglie le informazioni riguardanti la Reyer Venezia nelle competizioni ufficiali della stagione 1943-1944

## Stagione
La Reyer Venezia arrivò prima e quindi vinse il terzo scudetto consecutivo della serie A di pallacanestro. Tale scudetto non venne però omologato in seguito ad una contestazione nel cronometraggio della partita vinta contro la Ginnastica Triestina. La squadra giuliana fece ricorso perché riteneva non fosse stato recuperato un minuto di interruzione del gioco, la conseguente decisione della federazione fu di non omologare l’assegnazione dello scudetto.

## Roster
- Luciano Montini
- Giuseppe Stefanini
- Sergio Stefanini
- Armandino Fagarazzi
- Amerigo Penzo
- Gigi Marsico
- Marcello De Nardus
- Guido Garlato
- Enrico Garbosi
- Sergio De Nardus
- Renzo Mainente
- Luigi Frezza
- Allenatore: Carmelo Vidal[2][3]